# 針小路通
針小路通（はりこうじどおり）は、京都市の東西の通りの一つ。全ての区間が南区に収まり、東は鴨川の西岸から西は七本松通の西にまで至る。途中、新町通・油小路通間で中断している。平安京の針小路に相当する。

## 概要
住宅地の中を走る生活道路である。
近世には東寺付近を除き御土居の外であった。近代の市街地拡大により都市化が進んだが、現在も西部に畑がわずかに残る。
東寺の境内の北側を通る（さらに北側にも関連施設がある）。
中断部分にはイオンモールKYOTOがある。
烏丸通・竹田街道間は京都アバンティ開業に伴う再開発により拡幅され、片側一車線の道幅である。また、それ以外のほとんどの区間では東行きの一方通行である。

## 沿道の主な施設
- 京都市上下水道局（竹田街道北東）
- 京都アバンティ（竹田街道～烏丸）
- 京都駅八条口郵便局（烏丸西入）
- DX東寺劇場（大宮東入）
- 東寺（大宮～壬生）
- 洛南高等学校・附属中学校（壬生南東）
- 京都市立八条中学校（七本松南西）

## 交差する主な道路など
- 高瀬川
- 河原町通（国道24号）
- 竹田街道（京都府道115号伏見港京都停車場線）
- 烏丸通
- 油小路通（国道1号）
- 近鉄京都線
- 大宮通（京都府道114号七条大宮四ツ塚線）
- 壬生通
- 千本通
- 七本松通